# Суматохин, Николай Сергеевич
Николай Сергеевич Суматохин (род. 30 ноября 1945, Москва) — советский гребец, трёхкратный чемпион СССР (1967, 1969, 1970), двукратный победитель Спартакиад народов СССР (1967, 1971), двукратный призёр чемпионатов Европы (1967, 1971), призёр чемпионата мира (1970). Мастер спорта СССР международного класса (1967). 

## Биография
Родился 30 ноября 1945 года в Москве. Начал заниматься академической греблей в возрасте 17 лет у Александры Афонькиной. В дальнейшем в разные годы тренировался под руководством Алексея Смирнова, Николая Колосовского и Михаила Плаксина.
Наиболее значимых результатов добивался во второй половине 1960-х и начале 1970-х годов, когда трижды побеждал на чемпионатах СССР в классе восьмёрок. В те же годы входил в состав сборной страны, становился призёром чемпионатов Европы и мира в той же дисциплине.
В 1973 году окончил Московский автомобильно-дорожный институт. После завершения спортивной карьеры в 1975 году был сначала тренером, а потом начальником команды по академической гребле ЦСК ВМФ. В 1990-х годах участвовал в ветеранских соревнованиях, в 1994 году становился серебряным призёром Всемирных игр ветеранов спорта в классе четвёрок без рулевого.